# Water by the Spoonful
Water by the Spoonful è un'opera teatrale della drammaturga statunitense Quiara Alegría Hudes, vincitrice del Premio Pulitzer per la drammaturgia nel 2012. È la seconda parte di una trilogia che inizia con Elliot, A Soldier's Fugue e si conclude con The Happiest Song Plays Last.

## Trama
Il moderatore "Haikumom" (alias Odessa Ortiz) gestisce una chat online per tossici in riabilitazione. Da dietro i loro schermi, gli utenti (uno studente, un pusher e un finanziere), creano un forte legame, pur non essendosi mai incontrati. Nella vita reale le cose non vanno altrettanto bene e nel quartiere portoricano di North Philly, la famiglia di Odessa si sta sgretolando: il nipote Elliot è torano dall'Iraq, ferito nell'anima e nel corpo; la nipote Yaz non riesce a conciliare le sue origini portoricane da ragazza del ghetto con la vita alla moda che conduce; sua sorella, che ha cresciuto Odessa come una madre, sta morendo di cancro.

## Produzioni
Water by Spoonful debuttò nell'ottobre 2011 all'Hartford Stage di Hartford, prima di andare in scena nell'Off Broadway di New York dal dicembre dell'anno successivo.